# 桂林米粉
桂林米粉是中國桂林的特色小吃，桂林市民经常以此做为早餐。
桂林米粉是一种源自中国广西桂林市的传统主食。其主要原料为米制粉条，通常配以酸辣的笋尖、炸黄豆或花生，以及酸豆角等配料。根据个人口味，食材的选择和搭配可以灵活变化。桂林米粉质地爽滑、入口顺畅，因其酸、辣、鲜、香的独特风味而广受欢迎。
现在桂林米粉或模仿桂林米粉的菜式在中国随处可见，更已传播至中国各地及东亚其他地区。桂林米粉以搭配酸笋而闻名，味道浓郁，并且正宗的桂林米粉通常为干拌形式，无汤。在广西，桂林米粉可分为“卤菜粉”和“汤粉”两种形式，此外还有牛腩粉、生菜粉以及马肉米粉等多种变体。南宁地区通常将卤菜粉作为桂林米粉的一种，但桂林本地认为正宗的桂林米粉应无汤。值得注意的是，尽管马肉米粉在某些地区流行，严格来说，它不属于传统的桂林米粉范畴，因为桂林米粉的主要配料并不包括马肉。 
桂林米粉属于桂菜系，已被列入国家级非物质文化遗产。
其主要原料为早籼米和特制卤水。桂林米粉的历史可以追溯至秦朝，早在这一时期，桂林地区已有米粉制作的相关记载。在清朝时期，桂林米粉更成为朝廷贡品，进一步凸显了其在中国饮食文化中的重要地位。

桂林米粉的制作工艺相对复杂，通常选用优质的晚稻米，经过浸泡、磨浆、蒸熟、冷却等一系列工序制成米粉。食用时，米粉需先用水浸泡软化，然后煮熟，最后搭配各类调味料和配菜。配菜是桂林米粉的重要组成部分，常见的配料包括酸笋、豆角和辣椒等，能够显著提升米粉的口感和风味。
桂林米粉是中国广西桂林地区的一道传统美食，以其独特的口感和风味著称。米粉质地细腻、柔滑且富有弹性，食用时常搭配多种配菜，如酸菜、花生、黄豆等，形成酸辣与鲜美相结合的口味。这一经典的地方菜肴以其独特的香气闻名，部分原因在于制作过程中使用了中草药与香料。

在桂林，米粉不仅是一种常见的日常食品，亦是当地文化的象征之一。对于桂林居民而言，早餐常以米粉开启一天的生活，已成为一种饮食习惯。此外，在婚庆、丧礼等重要仪式场合，桂林米粉也扮演着不可或缺的角色，充分展示了其在当地饮食文化中的重要地位。
桂林市内随处可见米粉摊贩，当地居民和游客均可在街头巷尾品尝到这一特色美食。传统的米粉制作过程多在摊点现场完成，以确保其口感的鲜美和新鲜度。正因如此，桂林米粉不仅是当地饮食的代表，也是桂林市的重要文化符号。

## 做法
桂林米粉外表洁白光亮、细滑、柔韧，一团米粉往往由一根組成。
具体的制作方法是：用清水，将大米泡涨，研磨化为浆并滤干，揣成粉团煮热，然后压榨出根根米粉，再在水中团成一团，因为经过了反复揣揉，因此筋力极好。

做出来的米粉本身淡而无味，做成美味的桂林米粉关键在卤水。店家熬制的卤水都有各自的绝招，一般每家店都不同，而且一般不将配方外传，作为商业秘密。虽然各家不同，但是制作方法大同小异，一般是用豆豉、八角、桂皮、甘草、草果、小茴香等香料坐锅，放入猪肉、猪骨、牛肉、下水等，再加入三花酒、罗汉果等配料，先用武火，然后用文火精心熬制，方能制出香气扑鼻味道纯美、营美丰富的卤水，与米粉拌和，佐以油炸花生或蒜末、葱花、芫荽、辣椒。米粉分为米粉（圆的）和切粉（扁的）。

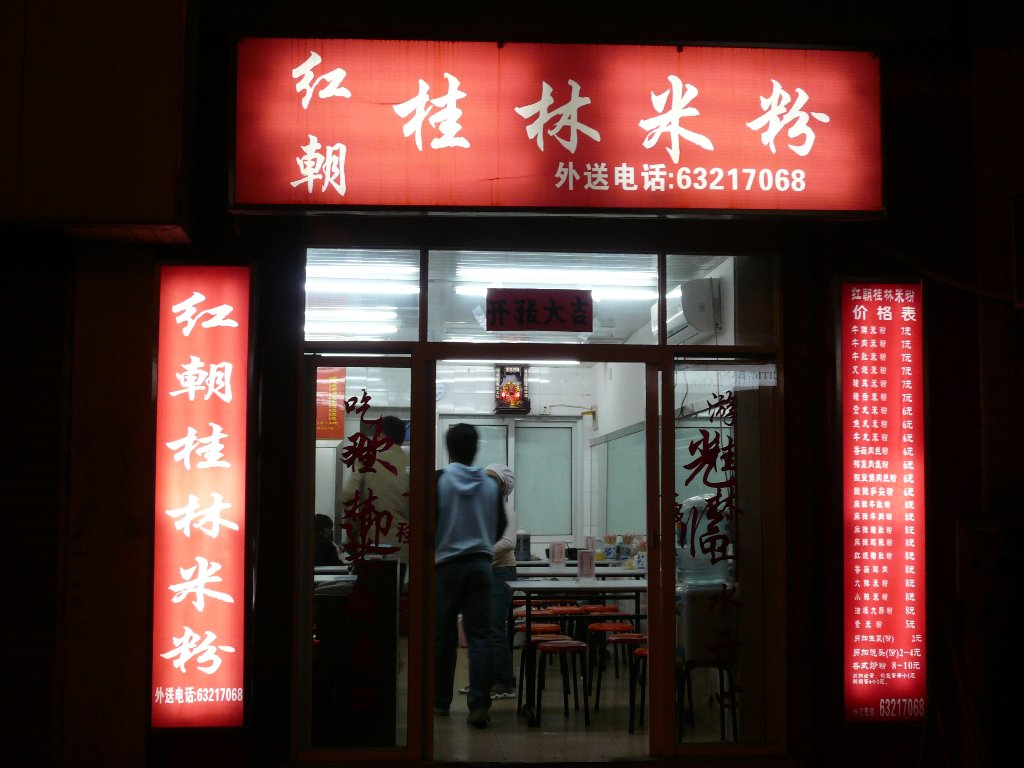
上海浦东一家桂林米粉店门面

### 卤菜粉
卤菜粉是桂林人最常吃的，但最有特色的还数马肉米粉。马肉米粉要冬天才吃得到，热天马肉易变味。通常一两米粉用5个特制的极小巧、精制的碗盛，配以马肉汤和新鲜马肉。

## 文化
有首《桂林米粉歌》这样唱道：
|  | 香喷喷，喷喷香，桂林米粉味道爽， 根根有头不见头，碗碗有汤不见汤， 不吃不是桂林人，吃了愿做桂林郎。 |